# FlatOut
FlatOut est un jeu vidéo de course automobile créé par le développeur finlandais Bugbear Entertainment et sorti en novembre 2004.

## Description
Le but de FlatOut est de gagner différents types de courses, mais également de ne pas se faire détruire par ses adversaires. Pour cela, le jeu utilise un moteur physique qui permet de modéliser les impacts et, ainsi, de "détruire" les voitures et le terrain. Le jeu permet d'évoluer dans des stades et des circuits, mais aussi dans des environnements naturels. 
Le jeu propose, en plus des courses classiques propres aux jeux de voitures (contre-la-montre, carrière, course rapide…), d'autres modes non basés sur un système de course. Parmi eux, le "destruction derby", où les joueurs évoluent dans une arène dans le but de détruire les voitures des autres et d'être le dernier en vie. FlatOut dispose également de modes bonus, comme des concours de sauts en voiture.
Un mode de type "carrière" permet l'amélioration de son véhicule au fil du temps et le déblocage de pièces supplémentaires. Ce processus de tuning a pour but de rendre la voiture plus performante. 
Un autre opus, FlatOut 2, est sorti durant le premier semestre de 2006 avec, notamment, un moteur physique amélioré, plus de courses et de nouveaux types de voitures.
Le troisième opus de cette série est également connu pour avoir la moins bonne note sur Steam.

## Bande son
La bande-son contient essentiellement du hard rock.
Les différents morceaux de musique utilisés en fond sonore du jeu sont :
- Adrenaline - Adrenaline et Dead Inside
- Central Supply Chain - Are You Ready, Flat Out, The Ever Lasting et Something Else
- Circa - Alive!
- Deponeye - Anger Management 101 et Tick Tock
- No Connection - Burnin, Living American et Love To Hate To Love
- Sixer - The Race
- Subroc - Close The Windows9
- Whitmore - Nine Bar Blues
- The April Tears - Little Baby Is Coming
- Full Diesel - King Of Defeat et No Mans Land
- Amplifire - Drown Together, Heartless et Perfect Goodbyes
- Splatterheads - Fish Biscuit
- LAB - Beat The Boys
- The Hiss - Back On The Radio
- Kid Symphony - Hands On The Money
- Killer Barbies - Baby With Two Heads et Down The Street
- Tokyo Dragons - Teenage Screamers